# Selendang Ayu
La Selendang Ayu è stata una portarinfuse Panamax battente bandiera della Malaysia noleggiata dal Gruppo IMC. Si arenò al largo dell'isola di Unalaska nelle Isole Aleutine dell'Alaska occidentale l'8 dicembre 2004 dopo che il suo motore si ruppe. Sei membri dell'equipaggio morirono quando un elicottero di soccorso fu travolto da un'onda che si infrangeva; la nave si spezzò in due, provocando una grande fuoriuscita di petrolio.

## L'ultimo viaggio e il naufragio
Il 28 novembre 2004, la Selendang Ayu lasciò Seattle, Washington, diretta a Xiamen, in Cina. A bordo era presente un carico di 60.200 tonnellate di semi di soia, insieme a 1.000 tonnellate di olio combustibile. L'arrivo in Cina era previsto per il 17 dicembre, ma la nave viaggiava a velocità ridotta a causa dei forti venti e del mare grosso.
Dopo che la nave aveva attraversato Canale dell'Unimak, il motore della nave si guastò e venne spento, intorno a mezzogiorno del 6 dicembre. I quel momento, la nave si trovava a 74 km a nord-ovest dell'isola di Bogoslof ea circa 160 km da Dutch Harbor, il porto più vicino. La causa del guasto al motore è risultata essere un rivestimento incrinato nel cilindro n. 3 e gli ingegneri della nave decisero di isolare quel cilindro, riavviare il motore utilizzando i cinque cilindri rimanenti e salpare per Dutch Harbor, dove il cilindro difettoso poteva essere riparato. Entro le 21:00 il cilindro n. Il 3 venne isolato ma non fu possibile riavviare il motore. In quel momento, il vento era Beaufort forza 8, da nord-ovest, e la nave stava andando alla deriva verso terra a circa 1,6 nodi (3,0 km/h; 1,8 mph).

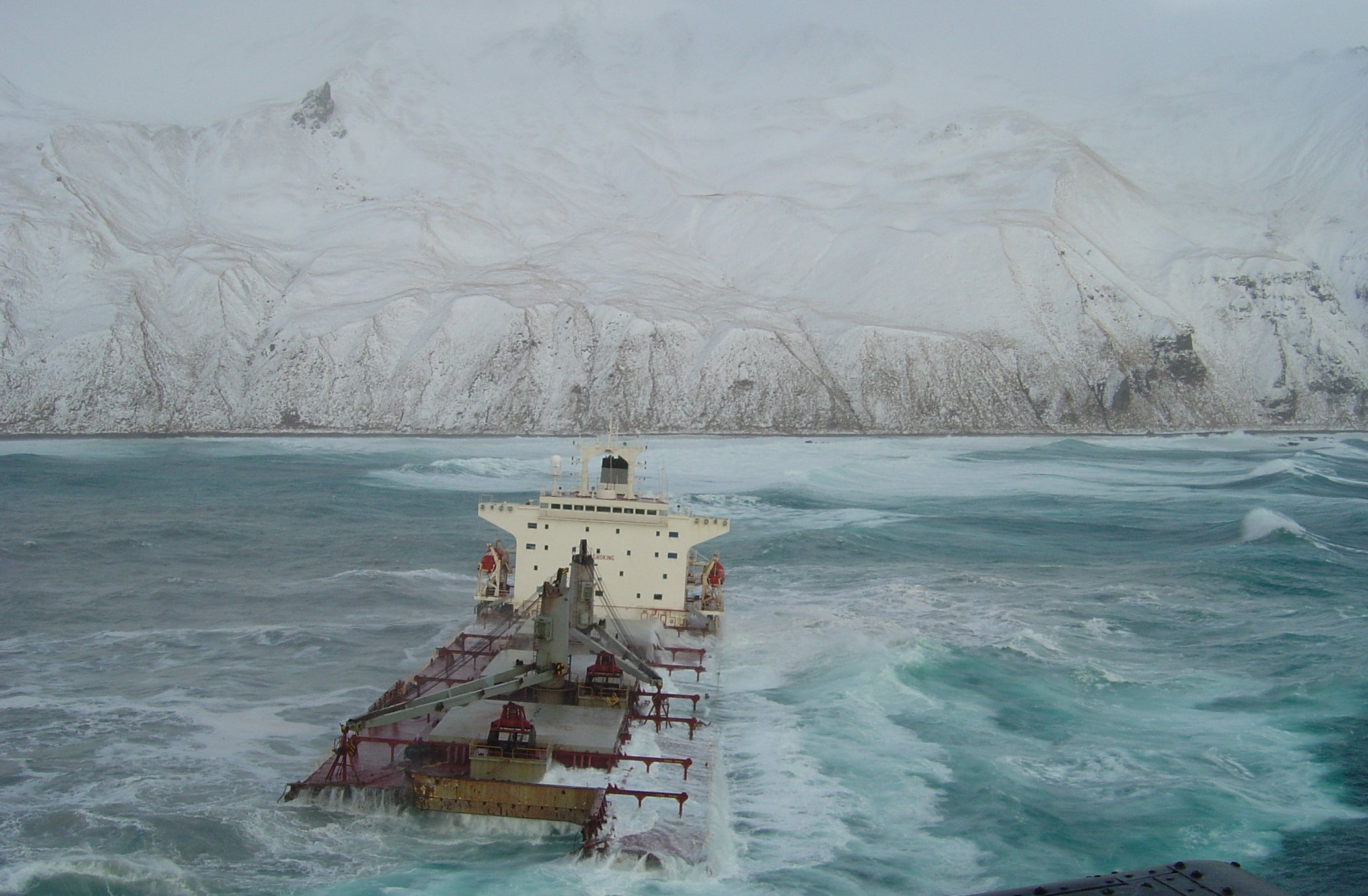
La Selendang Ayu al largo dell'isola di Unalaska

La mattina seguente, si scoprì che anche quattro dei cilindri del motore avevano fasce elastiche incrinate. Venne deciso di sostituire il peggiore di questi e fare un altro tentativo per riavviare il motore. Ormai, la velocità del vento sostenuta era di circa 30 nodi (56 km/h; 35 mph) e la nave andò alla deriva a 1,8 nodi (3,3 km / h; 2,1 mph) con onde di 4,6 m.
Alle 11:00, il cutter della Guardia Costiera statunitense Alex Haley arrivò sul sito e rimase fermo in attesa. La testa del cilindro no. 6, del peso di 1.500 kg, fu rimossa e fissata al ponte, ma il peggioramento delle condizioni meteorologiche e il rollio della nave impedirono ulteriori lavori sul motore per le successive 18 ore. Il carburante venne trasferito ai serbatoi interni per ridurre la probabilità di una fuoriuscita se la nave si fosse incagliata. Durante il pomeriggio, la nave superò l'isola di Bogoslof a una distanza di circa 4,8 km. Il rimorchiatore oceanico Sidney Foss arrivò dopo il tramonto alle 18:30 e venne attaccata una corda. Tuttavia, con venti a 45-55 nodi (83-102 km / h; 52-63 mph) e onde di 7,6 m, il rimorchiatore fu solo in grado di rallentare la deriva della nave.

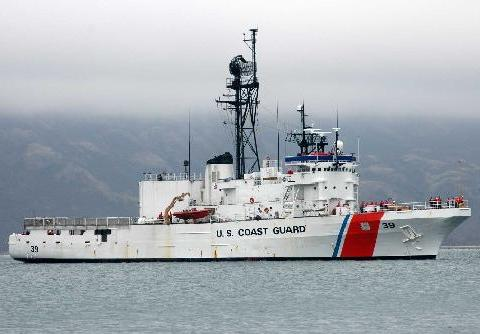
Il cutter Alex Haley

Un secondo rimorchiatore, James Dunlap, fu assunto da Dutch Harbor, con l'intenzione di attaccarlo alla poppa della Selendang Ayu in modo che potesse essere rivolto controvento, permettendogli di essere rimorchiato lontano dall'isola di Unalaska. Tuttavia, subito dopo l'arrivo di James Dunlap, il cavo di rimorchio da Sidney Foss si spezzò alle 07:30 dell'8 dicembre e il tempo rese impossibile ristabilire il rimorchio. Alle 11:15, la nave navigò fino ad acque sufficientemente basse da poter utilizzare le sue ancore. Un'ancora venne calata e questo fermò la nave per circa un'ora, fino a quando il vento peggiorò e la nave riprese a spostarsi verso la riva. L'ancora di tribordo non poteva essere abbassata poiché l'ancora di babordo si era avvolta attorno alla prua della nave. Alex Haley cercò di attaccare una corda di traino per virare la nave e consentire la caduta della seconda ancora, ma anche questo non riuscì.

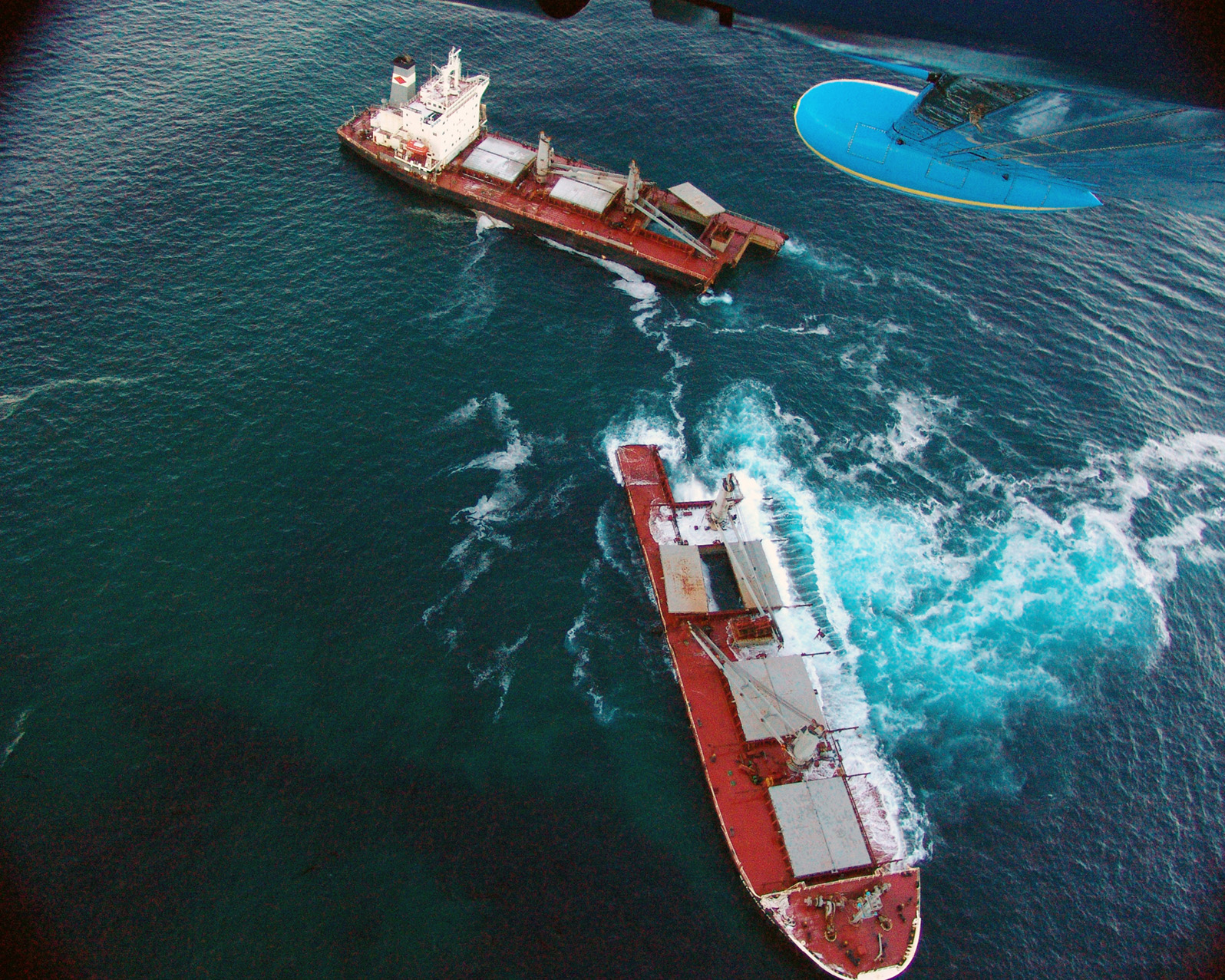
La Selendang Ayu arenata, dopo essersi spezzata

## Salvataggio
Due elicotteri HH-60J Jayhawk furono inviati dalla stazione aerea della guardia costiera Kodiak a Cold Bay per salvare l'equipaggio della Selendang Ayu, se necessario. Alle 14:00 dell'8 dicembre, il primo di questi elicotteri iniziò a sollevare dal ponte nove membri dell'equipaggio della nave e, 50 minuti dopo, iniziò a calarli sul ponte di Alex Haley mentre il secondo Jayhawk cominciò a raccoglierne altri nove e li trasferì a terra.

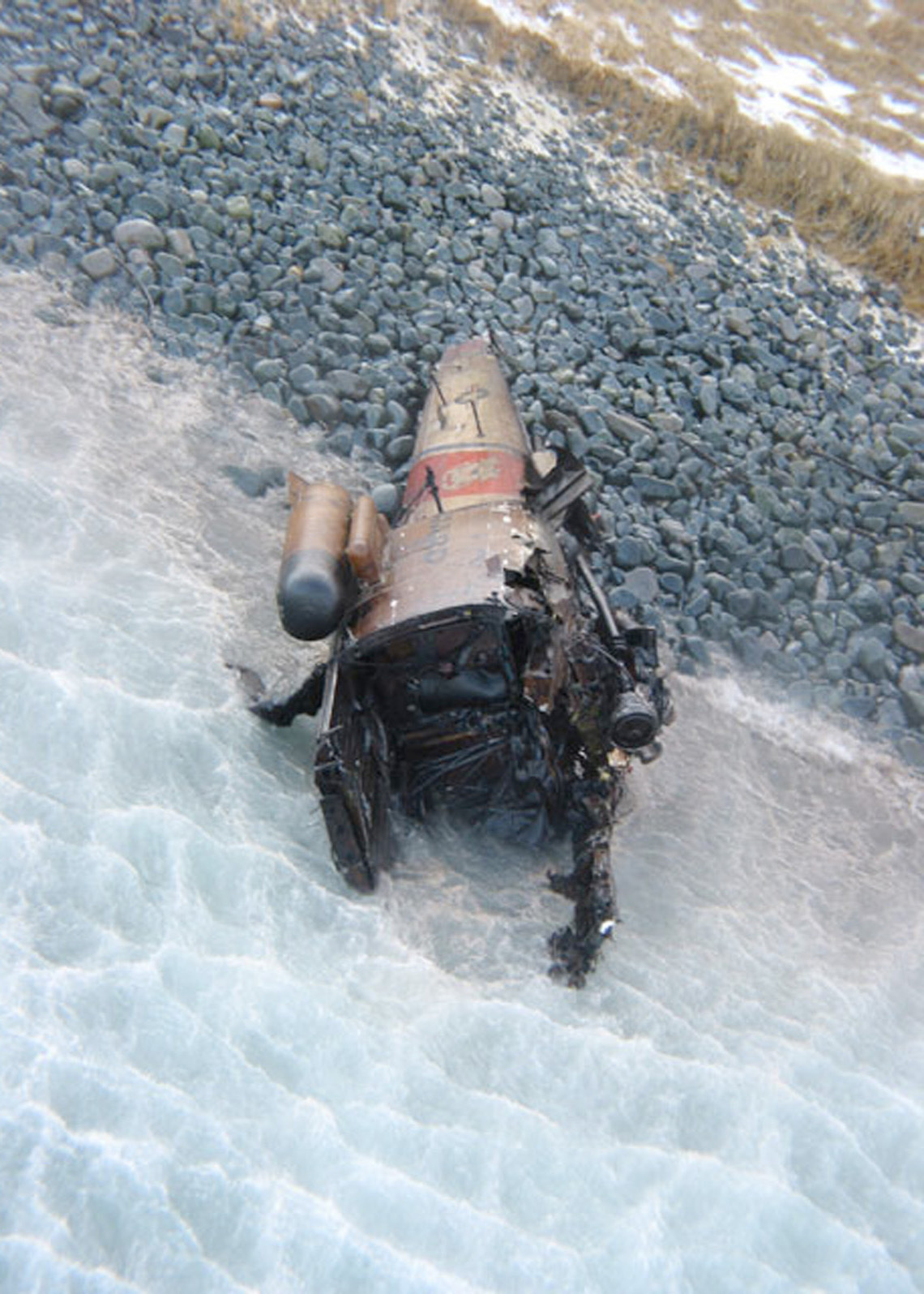
Il relitto dell'HH-60J inabissato

Ciò lasciò ancora sette alti ufficiali e un cadetto di coperta a bordo della nave, che riuscì ad abbassare l'ancora di tribordo. I lavori sul motore continuarono, ma la nave si arenò alle 17:05. Uno dei Jayhawk tornò per evacuare il resto dell'equipaggio e, entro le 18:15, solo il comandante e un soccorritore della Guardia Costiera dovevano ancora essere sollevati dalla nave. Un'onda anomala si infranse sulla prua della nave e l'elicottero venne inghiottito dagli spruzzi. I suoi motori si spensero per l'imbarcazione di acqua e l'elicottero si schiantò e si inabissò. Un'Eurocopter HH-65 Dolphin di Alex Haleyera volò e fu in grado di salvare i tre membri dell'equipaggio dello Jayhawk colato a picco, ma solo uno dei sette membri dell'equipaggio della nave. Non c'era traccia dei restanti sei uomini, quindi il Dolphin portò a terra l'equipaggio salvato. Alle 19:15 la Selendang Ayu si spezzò in due e il comandante e il nuotatore della Guardia Costiera furono recuperati sani e salvi alle 20:35.

L'equipaggio dell'elicottero Dolphin, CGNR 6513, fu successivamente insignito della Distinguished Flying Cross per le sue azioni. La Guardia Costiera ha cercato senza successo l'equipaggio rimanente fino a quando i loro sforzi non sono stati annullati il 10 dicembre.

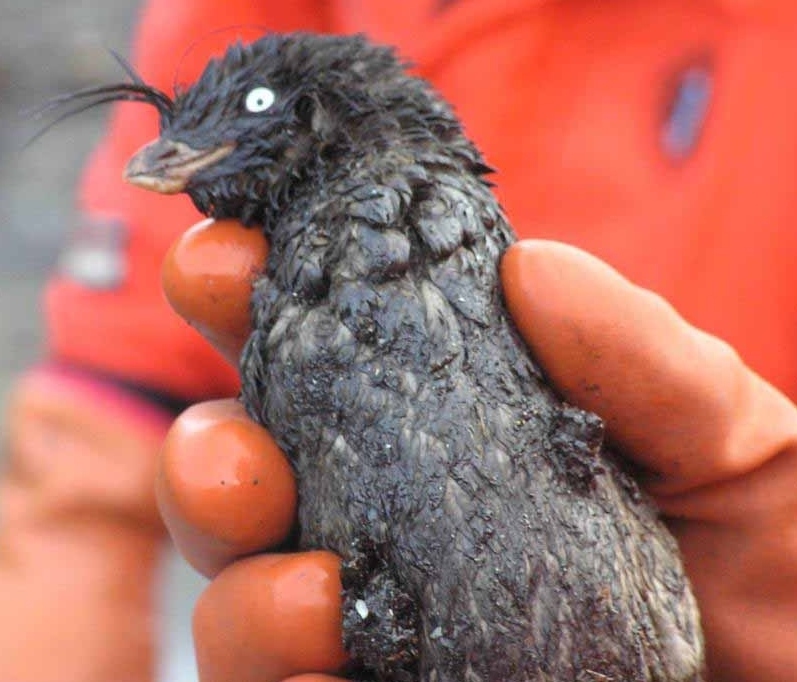
Un uccello inzaccherato di petrolio

## Impatto ambientale
La nave trasportava una quantità significativa di carburante, quindi erano presenti timori che la Selendang Ayu potesse creare la peggiore fuoriuscita di petrolio dell'Alaska dai tempi della Exxon Valdez. Un serbatoio contenente 40.131 U.S. liquids gallons (151.910 l) di carburante si ruppe quando la nave si spezzò. Si stima che 424.000 U.S. liquids gallons (1.610.000 l) di olio combustibile per bunker pesante C e 18.000 U.S. liquids gallons (68.000 l) di gasolio fossero a bordo quando si fermò, prima di andare alla deriva. Alla fine, fuoriuscirono 350.000 U.S. liquids gallons (1.300.000 l) di olio combustibile e diesel, che rappresentano circa il 2,9% del volume di petrolio greggio sversato dalla Exxon Valdez. L'equipaggio trasferì i serbatoi interni del carburante quando la nave naufragò e i riscaldatori vennero spenti in modo che il carburante si addensasse nelle acque fredde. Tuttavia, i funzionari ambientali stimano che fino a 1,28 milioni di litri di olio combustibile denso (338.000 U.S. liquids gallons (1.280.000 l)) siano fuoriusciti dal mercantile.
Le carcasse di oltre 1.600 uccelli e 6 lontre marine furono recuperate dalle spiagge lungo la costa occidentale dell'isola di Unalaska dopo lo sversamento.